# Ахалцихский муниципалитет
Ахалцихский муниципалитет (до 2006 года — Ахалцихский район; груз. ახალციხის მუნიციპალიტეტი [ахалцихис муниципалитети], з.-арм. Ախալցխայի քաղաքապետութիւն) — муниципалитет в Грузии, входящий в состав края Самцхе-Джавахетия. Находится на юге Грузии, на территории исторической области Месхетия. Административный центр — Ахалцихе.

## История
До 1829 года территория муниципалитета входила в состав Османской империи. По Адрианопольскому миру перешла к Российской империи в составе Ахалцихского пашалыка.
В 1840 году образован Ахалцихский уезд с центром в Ахалцихе в составе Грузино-Имеретинской губернии. В 1846 году эта губерния расформировывается и Ахалцыхский уезд без Ахалкалакского участка оказался в Кутаисской губернии. В 1849 году Ахалкалакский участок был возвращен в состав Ахалцихского уезда. В 1865 году уезд включён в состав Тифлисской губернии. В 1874 году из состава этого уезда был выделен Ахалкалакский уезд. Это положение сохраняется вплоть до 1918 года.
С мая 1918 года в составе Грузинской демократической республики, но в июне был уступлен Турции по Батумскому миру. Осенью его территория была оккупирована турецкими войсками. В конце 1918 года турецкие войска покинули территорию муниципалитета.
По первому варианту советского административного деления (февраль 1921 года) территория продолжала входить в состав Ахалцыхского уезда (но уже в составе сначала Грузинской советской республики, затем ССР Грузии). Ахалцихский район был создан в 1929 году. В ноябре 1951 — апреле 1953 года входил в состав Тбилисской области, после чего его административный статус не менялся. 15 августа 1961 года к Ахалицхскому району были присоединены Адигенский и Аспиндзский районы.
В 2006 году как и все районы был переименован в муниципалитет. В 2016—2017 годах город Ахалцихе был приравнен к муниципалитету (временно был городом краевого подчинения).

## Население
По состоянию на 1 января 2018 года численность населения муниципалитета составила 39 375 жителей, на 1 января 2014 года — 48,5 тыс. жителей.
Согласно переписи 2002 года население района (муниципалитета) составило 46 134 чел. По оценке на 1 января 2008 года — 46,8 тыс. чел.
| Грузины       | 28 473 | 61,72 %  |
| Армяне        | 16 879 | 36,59 %  |
| Русские       | 410    | 0,89 %   |
| Греки         | 129    | 0,28 %   |
| Осетины       | 52     | 0,11 %   |
| Украинцы      | 42     | 0,09 %   |
| Азербайджанцы | 13     | 0,03 %   |
| Абхазы        | 12     | 0,03 %   |
| всего         | 46 134 | 100,00 % |

| Грузины       | 26 450 | 68,00 %  |
| Армяне        | 12 028 | 30,92 %  |
| Русские       | 144    | 0,37 %   |
| Греки         | 71     | 0,18 %   |
| Азербайджанцы | 60     | 0,15 %   |
| Осетины       | 37     | 0,10 %   |
| Украинцы      | 28     | 0,07 %   |
| Евреи         | 11     | 0,03 %   |
| другие        | 66     | 0,17 %   |
| всего         | 38 895 | 100,00 % |

## Административное деление
Территория района разделена на 16 сакребуло: 2 городских и 14 сельских.

## Список населённых пунктов
В состав района входит 47 населённых пунктов, в том числе 2 города.
города
- Ахалцихе (груз. ახალციხე)
- Вале (груз. ვალე)

Сельские населённые пункты
- Абатхеви (груз. აბათხევი)
- Агара (груз. აგარა)
- Анда (груз. ანდა)
- Андриацминда (груз. ანდრიაწმინდა)
- Ани (груз. ანი)
- Ацкури (груз. აწყური)
- Бога (груз. ბოგა)
- Гиоргицминда (груз. გიორგიწმინდა)
- Грели (груз. ღრელი)
- Гуркели (груз. გურკელი)
- Джулга (груз. ჯულღა)
- Диди-Памаджи (груз. დიდი პამაჯი)
- Земо-Схвилиси (груз. ზემო სხვილისი)
- Зикилиа (груз. ზიკილია)
- Ивлита (груз. ივლიტა)
- Клде (груз. კლდე)
- Кулалиси (груз. ყულალისი)
- Микелцминда (груз. მიქელწმინდა)
- Минадзе (груз. მინაძე)
- Мугарети (груз. მუგარეთი)
- Мусхи (груз. მუსხი)
- Наохреби (груз. ნაოხრები)
- Орали (груз. ორალი)
- Патара-Памаджи (груз. პატარა პამაჯი)
- Перса (груз. ფერსა)
- Садзели (груз. საძელი)
- Сакунети (груз. საყუნეთი)
- Свири (груз. სვირი)
- Схвилиси (груз. სხვილისი)
- Татаниси (груз. ტატანისი)
- Тисели (груз. თისელი)
- Ткемлана (груз. ტყემლანა)
- Уравели (груз. ურაველი)
- Хаки (груз. ხაკი)
- Хеоти (груз. ხეოთი)
- Цинубани (груз. წინუბანი)
- Цинубани (груз. წინუბანი)
- Цира (груз. წირა)
- Цкалтбила (груз. წყალთბილა)
- Цкордза (груз. წყორძა)
- Цкрути (груз. წყრუთი)
- Цниси (груз. წნისი)
- Чачараки (груз. ჭაჭარაქი)
- Чвинта (груз. ჭვინთა)
- Шурдо (груз. შურდო)
- Элиацминда (груз. ელიაწმინდა)

## Достопримечательности
- Агарский монастырь
- Слеса